# Kym Howe
Kym Michelle Howe-Nadin (née le 12 juin 1980 à Perth) est une athlète australienne, spécialiste du saut à la perche. 

## Biographie
Elle remporte la médaille d'or du saut à la perche lors des Jeux du Commonwealth de 2006, à Melbourne, après avoir remporté l'argent quatre ans plus tôt à Manchester.
Ancienne détentrice du record d'Océanie, son record personnel est de 4,72 m, établi en 2007 en salle à Donetsk.

### Palmarès
| Date | Compétition                     | Lieu       | Résultat | Marque |
| ---- | ------------------------------- | ---------- | -------- | ------ |
| 1998 | Championnats du monde juniors   | Annecy     | 11e      | 3,90 m |
| 2002 | Jeux du Commonwealth            | Manchester | 2e       | 4,15 m |
| 2006 | Jeux du Commonwealth            | Melbourne  | 1re      | 4,62 m |
| 2006 | Finale mondiale de l'athlétisme | Stuttgart  | 7e       | 4,50 m |
| 2007 | Championnats du monde           | Osaka      | 11e      | 4,50 m |

### Records
| Épreuve          | Épreuve   | Performance | Lieu     | Date            |
| ---------------- | --------- | ----------- | -------- | --------------- |
| Saut à la perche | Plein air | 4,65 m      | Saulheim | 30 juin 2007    |
| Saut à la perche | Salle     | 4,72 m      | Donetsk  | 10 février 2007 |